# Danae (plant)
Danae is een geslacht uit de aspergefamilie. De soort komt voor in het zuiden van Turkije en het noordwesten van Iran. Het geslacht telt slechts een soort: Danae racemosa.